# Phyllocnistis liriodendronella
Phyllocnistis liriodendronella är en fjärilsart som beskrevs av James Brackenridge Clemens 1863. Phyllocnistis liriodendronella ingår i släktet Phyllocnistis och familjen styltmalar. Inga underarter finns listade i Catalogue of Life.